# Jean Teulère
Jean Georges Marie Teulère (Caudéran, 24 de fevereiro de 1954) é um ginete de elite francês. campeão olímpico do CCE por equipes. 

## Carreira
Jean Teulère representou seu país nos Jogos Olímpicos de 1988, 1996, 2000 e 2004, na qual conquistou no CCE por equipes a medalha de ouro, em 2004.